# Štep
Štep je steh používaný ke zpevnění či ozdobení textilních a kožených výrobků. Činnost spočívající v prošívání ozdobným stehem se nazývá štepování (z německého steppen). Jako štep se označuje také řada navzájem propojených stehů, vytvářející šev. V tom případě se štep dále člení a označuje názvem odvozeným od typu stehů, z nichž se skládá, případně podle funkce.